# Lonnie Donegan
Anthony James Donegan MBE (n. 29 aprilie 1931, Glasgow, Scoția, Regatul Unit – d. 3 noiembrie 2002, Peterborough, Anglia, Regatul Unit), cunoscut mai ales ca Lonnie Donegan, a fost un cântăreț, compozitor și muzician excelând în genul muzical numit skiffle, un muzician extrem de influent asupra tuturor muzicienilor britanici ai anilor 1960, și despre care se spunea că era în vremea sa [The] King of Skiffle (Regele skiffle-ului). 
Născut în Scoția și crescut în Anglia, de la vârsta de un an, Donegan este listat în British Hit Singles & Albums ca cel mai cunoscut, apreciat, influent și plin de succes artist muzical britanic înaintea cvartetului celor patru The Big Fabs, The Beatles.
Printre vârfurile recunoașterii carierei sale muzicale, Donegan a avut 31 Top 30 recoduri single cu statut de hit, 24 fiind successive, iar trei ocupând locul întâi, doar în Regatul Unit. Lonnie Donegan a fost, de asemenea, primul artist muzical britanic cu două hit-uri muzicale din US Top 10.
Lonnie Donegan a fost recompensat cu un premiu Ivor Novello pentru realizările muzicale de o viață, în 1997, iar în 2000 a fost recompensat cu un titlu cavaleresc, MBE.

## Biografie
Lonnie Donegan, care a avut numele la naștere de Anthony James Donegan, s-a născut în Bridgeton, Glasgow, Scoția, pe 29 aprilie 1931, ca fiu al unei mame irlandeze și al unui tată scoțian, violonist profesionist, angajat al Orchestrei Naționale a Scoției. În 1933, familia s-a mutat în East Ham, în East London. În anii 1939-1942, Donegan și familia au fost evacuați la Cheshire pentru a scăpa de The Blitz-ul al celui de-doilea ăzboi mondial, iar ulterior Lonnie a urmat colegiul în Altrincham.
Donegan a fost căsătorit de trei ori. A avut două fete (Fiona și Corrina) de la prima sa soției, Maureen Tyler, de care a divorțat în 1962, o fiică și un fiu (Juanita și Anthony) de la a doua soție, Jill Westlake, de care a divorțat în 1971, și trei fii (Peter, David și Andrew) de la cea de-a treia soție, Sharon, cu care s-a căsătorit în 1977.) Peter Donegan este, de asemenea, cântăreț și muzician.
Donegan a decedat pe 3 noiembrie 2002, la vârsta de 71 de ani, după ce suferise un atac de cord, în timpul unui turneu, în Market Deeping, în comitatul Lincolnshire, la circa jumătatea turneului, și doar cu puțin înainte de a fi gata de a interpreta într-un concert memorial pentru George Harrison împreună cu The Rolling Stones. Donegan avusese probleme cardiace încă din anii 1970, suferind mai multe atacuri cardiace, pe care le-a depășit, refăcându-se de fiecare dată.

## Trad jazz
Copil fiind, în anii 1940, Donegan a ascultat mai swing jazz și interpretări vocale, devenind interesat de chitară. Cele mai ascultate genuri de muzică, din acea perioadă, au fost viniluri de Country & western și blues, și în special discurile lui Frank Crumit și Josh White. Fiind puternic atras de muzica instrumentală, la 14 ani, în 1945, Donegan și-a cumpărat prima sa chitară.
Donegan a devenit prima dată membru al unei formații muzicale semnificative, după ce Chris Barber auzise că Lonnie ar fi un bun interpret de banjo și i-a cerut acestuia o audiție în timpul unei călătorii cu trenul. Deși Donegan nu cântase vreodată la banjo, a depășit „neînțelegerea”, cumpărând un instrument și demonstrând talent, ingenuitate și personalitate. Participarea sa cu formația de Trad jazz a lui Barber a fost întreruptă de chemarea la satisfacerea serviciului militar la National Service în 1949. În timp ce își îndeplinea serviciul militar la Southampton, Lonnie a fost toboșarul trupei lui Ken Grinyer, Wolverines Jazz Band, la un local din oraș.   Trupa lui Grinyer a fost denumită după trupa omonimă a anilor 1920, Wolverines (o USA jazz band).
În 1952, muzicianul a format trupa Tony Donegan Jazzband, cu care a performat acte muzicale în jurul Londrei. Pe data de 28 iunie 1952, la Royal Festival Hall, Lonnie și trupa sa au cântat în deschidere pentru muzicianul blues Lonnie Johnson. Donegan a adoptat prenumele acestuia ca un tribut adresat acestuia, utilizându-l pentru prima dată la un concert dat la Royal Albert Hall, pe 2 iunie 1952.
În 1953, cornetistul Ken Colyer a fost reținut în închisoare în New Orleans, Louisiana, din cauza unei probleme pe care a avut-o cu viza sa de Statele Unite. Apoi, s-a întors în Regatul Unit și s-a alăturat, trupei lui Chris Barber. Formația și-a schimbat numele în Ken Colyer's Jazzmen, făcându-și prima apariție publică pe 11 aprilie 1953 în Copenhaga. A doua zi, Chris Albertson a înregistrat Ken Colyer's Jazzmen, Monty Sunshine Trio – Sunshine, Chris Barber și Lonnie Donegan pentru Storyville Records. Acele înregistrări au constituit primele înregistrări comerciale pentru Donegan.

## Skiffle
În perioada când lucra cu Ken Colyer's Jazzmen și cu Chris Barber, Donegan a fost vocalist și instrumentist la chitară și banjo în varianta de Dixieland a trupei. Apoi, s-a alăturat altor doi membri ai formației, când Jazzmen nu aveau spectacole, pentru alt gen de spectacole, numite skiffle break, nume sugerat de fratele lui Ken Colyer, Bill, nume inspirat de grupul muzical american Dan Burley Skiffle Group, al anilor 1930. În anul 1954, Colyer a părăsit grupul muzical pe care îl co-fondase, iar numele formației a devenit Chris Barber's Jazz Band.
Cu instrumente improvizate, de tipul washboard și tea-chest bass (folosite adesea de muzicienii din New Orleans) și cu ajutorul unei chitare ieftine spaniole, Donegan a interpretat cântece folk și blues ale unor muzicieni ca Lead Belly și Woody Guthrie. Ideea de a se întoarce la „rădăcinile jazzului” s-a dovedit a fi atractivă publicului și în iulie 1954, Donegan a înregistrat o versiune mai rapidă a cunoscutei melodii "Rock Island Line" a lui Leadbelly, folosind un washboard, dar nu chitara improvizată de tipul tea-chest bass, având balada eroului popular afro-american "John Henry" pe cealaltă parte a discului, B-side. A fost unul din hit-urile anului 1956

## Legitimitate
Mark Knopfler (de la Dire Straits) a lansat o melodie dedicată lui Lonnie Donegan, intitulată "Donegan's Gone", pe  un albumul său din 2004, intitulat Shangri-La, declarând ca Donnegan a fost unul dintre muzicienii, care a avut o influență masivă asupara sa.

### Citate
| “ | „Încerc să cânt muzică folk acceptabilă. Încerc să lărgesc audiența deasupra acelei mulțimi dedicată artelor și măiestriei [artistice], precum și acelui grup de pseudo-intelectuali - fără distorsionarea muzicii însăși.” —— - "I'm trying to sing acceptable folk music. I want to widen the audience beyond the artsy-craftsy crowd and the pseudo intellectuals – but without distorting the music itself." | ” |

Interviu cu Lonnie Donegan - NME – June 1956
- | “ | „În Marea Britanie, ne-am separat de muzica noastră folk tradițională de secole și ne-am impregnat de ideea că muzica era pentru clasele superioare. Trebuia să fii foarte dotat ca să interpretezi muzică. Când am venit împreună cu vechile trei coarde, oamenii au început să creadă că dacă eu aș putea să o fac, și ei ar putea. A fost reintroducerea conexiunii cu muzică populară care a făcut acesta posibilă.” —— - "In Britain, we were separated from our folk music tradition centuries ago and were imbued with the idea that music was for the upper classes. You had to be very clever to play music. When I came along with the old three chords, people began to think that if I could do it, so could they. It was the reintroduction of the folk music bridge which did that." | ” | – Interview cu Lonnie Donegan, 2002

- | “ | „[Lonnie Donegan] a fost primul din [Marea] Britanie care a ocupat locul 1 în clasamente și noi i-am studiat cu aviditate înregistrările. Noi toți ne-am cumpărat chitare pentru a fi într-un grup skiffle. El era omul.” —— - "He was the first person we had heard of from Britain to get to the coveted No. 1 in the charts, and we studied his records avidly. We all bought guitars to be in a skiffle group. He was the man." | ” | – Paul McCartney

- | “ | „El a pus realmente fiecare piatră de temelie a blues-ului și rock-ului englez.” —— - "He really was at the very cornerstone of English blues and rock." | ” | – Brian May.[3]

- | “ | „Am vrut să fiu ca Elvis Presley când voi crește, știam asta. Dar omul care m-a făcut cu adevărat să pot de fapt să fiu acolo și să fac asta a fost un tip pe numele de Lonnie Donegan,” - "I wanted to be Elvis Presley when I grew up, I knew that. But the man who really made me feel like I could actually go out and do it was a chap by the name of Lonnie Donegan." | ” | – Roger Daltrey

| “ | „Amintiți-vă, Lonnie Donegan a pornit totul pentru voi.” —— - "Remember, Lonnie Donegan started it for you." | ” |

 – Discursul de acceptare al lui Jack White la primirea unuia din premiile Brit Awards.